# Префеновая кислота
Префе́новая кислота (сокр. англ. PPA), по анионным формам называемая также префена́т, — органическая двухосновная кислота, образуется из хоризмата, является предшественником в биосинтезе фенилаланина, тирозина, фенилпропаноидов и других соединений. Шестичленный карбоцикл префената легко подвержен ароматизации в одну стадию. Фенильная группа фенилпирувата, фенилаланина происходит из префената, отсюда и название этого соединения. Название (prephenic acid, prephenate) предложил Бернард Дэвис — американский микробиолог, обнаруживший метаболическую роль шикимовой кислоты и ставший наиболее крупной фигурой в ранних исследованиях шикиматного пути (многие важнейшие метаболиты, в том числе и префеновая кислота, были открыты в его лаборатории).

## Стереохимия и изомеры
Молекула (в наиболее симметричных конформациях) имеет плоскость симметрии (которая проходит через 6 из 10 атомов углерода), то есть, симметрична при операции отражения (ахиральна), но, тем не менее, по причине различия заместителей при двух тетраэдрических атомах углерода цикла возможно 2 диастереомера (цис-изомер и транс-изомер). Природная префеновая кислота является цис-изомером (старшие группы — четвертичный карбоксил в положении 1 и гидроксильная группа в положении 4 — ориентированы по одну сторону от «плоскости» цикла, нумерация — в соответствии с систематическим названием). Эпимер (транс-изомер), названный эпипрефеновой кислотой, был синтезирован, как оказалось, некоторые его химические свойства существенно отличаются. Префеновая, эпипрефеновая, изопрефеновая, хоризмовая, 4-эпихоризмовая, изохоризмовая и псевдохоризмовая кислоты изомерны.

## Физические свойства
Молекула ахиральна, поэтому префеновая кислота оптической активностью не обладает. В свободном виде не получена, выделяют в форме солей. Соли префеновой кислоты (префенаты) — кристаллические вещества. Соли бария малорастворимы в воде, что используется для осаждения префената из раствора с целью его выделения.

### Спектральные свойства
1H-ЯМР (D2O, 250 MГц), δ (ppm): 3,12 (2H, s), 4,50 (1H, tt, J1 = 3,1, J2 = 1,4 Гц), 5,92 (2H, dd J1 = 10,4, J2 = 3,1 Гц), 6,01 (2H, d, J1= 10,4, J2 = 1,4 Гц). Протоны —OH и —CH2—CO— групп префената (натрия) быстро обмениваются с D2O.
13C-ЯМР (D2O, 75 MГц), δ (ppm): 203, 178, 173, 132 (для двух идентичных атомов углерода), 127 (для двух идентичных атомов углерода), 65, 49, 48.
- δ — химический сдвиг, H — интеграл (общее число протонов), J — константа расщепления, s — синглет, d — дублет, dd — дублет дублетов, t — триплет.

## Химические свойства
Префеновая «кислота» стабильна только в дианионной форме. Склонна к спонтанной и каталитической ароматизации. Период полусуществования (полураспада) в водном растворе при комнатной температуре — 130 ч при рН = 7,0, 13 ч при рН = 6,0, и 1,0 мин в 1 Н HCl.

### Кислото- и щёлочелабильность
В кислой среде (даже в слабокислой при pH = 6)  при комнатной температуре (и при нагревании) префеновая кислота почти количественно ароматизуется в фенилпировиноградную кислоту (фенилпируват) в результате реакции дегидратационного декарбоксилирования (сопряжённое элиминирование). В щелочной среде при нагревании префеновая кислота декарбоксилируется, ароматизуясь в пара-гидроксифенилмолочную кислоту (пара-гидроксифениллактат, здесь сто́ит обратить внимание на структурную близость этого соединения пара-гидроксифенилпирувату).

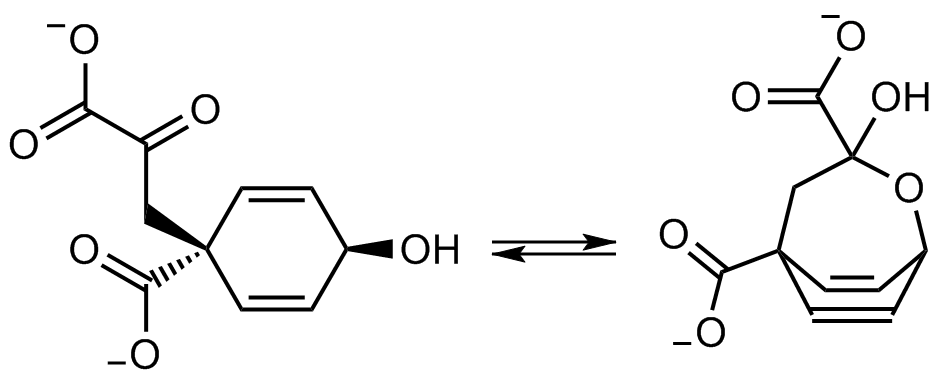
Полукетализация эпипрефената

Эпимер префеновой кислоты (эпипрефеновая кислота) имеет несколько отличные химические свойства: в щелочной среде он практически не ароматизуется, а в кислой, аналогично префеновой кислоте, легко переходит в фенилпировиноградную кислоту с почти количественным выходом. Скорость кислотной ароматизации эпипрефеновой кислоты всё же существенно ниже, чем скорость ароматизации префеновой кислоты в тех же условиях (а также ниже, чем скорости ароматизации лишённых кетоновой функциональности дезоксопрефеновой и эпидезоксопрефеновой кислот, полученных синтетически), что связывают с возможностью вовлечения гидроксильной группы эпипрефеновой кислоты в образование внутримолекулярного полукеталя (в случае префеновой кислоты образование внутримолекулярного полукеталя затруднено из-за транс-расположения реагирующих групп).
Только после обнаружения префената, установления его структуры и основны́х свойств, стало известно, что циклогексадиенолы подобного типа кислотолабильны и чрезвычайно склонны к ароматизации. Реакция ароматизации префената в фенилпируват стала первой детально интерпретированной реакцией ароматизации в биохимии.

#### Механизм кислотной ароматизации
Упомянутое дегидратационное декарбоксилирование (сопряжённое элиминирование), катализируемое кислотой, протекает двуступенчато (протонирование гидроксильной группы вызывает её элиминирование — происходит обратимая дегидратация с образованием резонансно стабилизированного карбкатиона (арениевого иона), затем происходит декарбоксилирование, сопровождаемое нейтрализацией зарядов и формированием конечного продукта — фенилпирувата), в отличие от ферментативной (префенатдегидратазной) реакции, которая происходит согласованно (уходящие группы отщепляются синхронно, в одну стадию).

#### Механизм щелочной ароматизации
Для щелочной ароматизации предложено не менее 5 альтернативных формальных механизмов (на схеме обозначены: a, b, c, d, e). Эпимер префената (эпипрефенат) в щелочной среде не ароматизуется (подкисление водно-щелочного раствора эпипрефената, даже после его нагревания или длительного выстаивания, приводит к почти количественному выходу фенилпирувата — продукта кислотной ароматизации). Этому факту, а также другим экспериментальным результатам удовлетворяют не все 5 предложенных формальных механизмов, лишь 2 механизма (d и e) соответствуют наблюдаемым фактам. Оба возможных механизма щелочной ароматизации префената включают гидридный сдвиг C4-водорода, который в конечном продукте (пара-гидроксифениллактате) оказывается при том тетраэдрическом атоме углерода, при котором находится гидроксильная группа. В случае одного из этих двух механизмов (e) — гидрид переносится непосредственно к указанному карбонильному атому углерода (восстанавливая его) в результате 1,6-гидридного сдвига. В случае другого механизма (d) — гидрид переносится в результате 1,7-гидридного сдвига на карбоксильную группу, восстанавливая её до альдегидной (гемдиол), затем следует перегруппировка Канниццаро, что сопровождается 1,2-гидридным сдвигом. Для эпипрефеновой кислоты 1,6- и 1,7-гидридый сдвиги затруднены из-за транс-расположения переносимого гидрида и акцепторной группы — этим и объясняется относительно высокая стабильность эпипрефената в щелочной среде.

### Другие химические свойства
Префеновая кислота гидрируется водородом в присутствии платинового катализатора (присоединяет 3—4 молярных эквивалента водорода). Борогидрид натрия (NaBH4) восстанавливает префеновую кислоту по карбонилу, продукт восстановления (префениллактат) способен декарбоксилироваться, ароматизуясь при этом, или присоединять 2 молярных эквивалента Br2. Гидрирование над палладий-барий сульфатом приводит к восстановлению обеих двойных связей в цикле.

## Биохимия
Синтезируется из хоризмата в результате [3,3]-сигматропной перегруппировки, преимущественно ферментативной. Предшественник фенилаланина, тирозина и множества других соединений (в основном ароматических, бо́льшую часть из которых выделяют в большу́ю группу так называемых фенилпропаноидов).
Для образования аминокислот фенилаланина и тирозина из префената нужны стадии ароматизации и переаминирования. При (ферментативной) ароматизации префената образуются арилпировиноградные кислоты (фенилпируват, пара-гидроксифенилпируват), реакции переаминирования которых дают соответствующие аминокислоты. В случае, когда переаминирование предшествует ароматизации, тогда в качестве общего промежуточного соединения и непосредственного предшественника аминокислот фенилаланина и тирозина образуется аминокислота арогенат (арогеновая кислота). На нижеприведённой схеме обратимость биохимических превращений отмечена в соответствии с KEGG Pathway Архивная копия от 29 апреля 2011 на Wayback Machine. По другим источникам обратимыми являются лишь реакции переаминирования, в то время как реакции ароматизации сопровождаются значительным понижением свободной энергии и для всех практических целей могут рассматриваться как необратимые. Реакция конверсии хоризмата в префенат для всех практических целей также может считаться необратимой по термодинамическим причинам.
Для префената, кроме указанной функции предшественника важнейших ароматических соединений, была обнаружена дополнительная функция донора карбоксильной группы в одной из описанных карбокситрансферазных реакций грамотрицательных бактерий. В этой реакции карбоксильная группа переносится с префената на метильную группу S-аденозил-l-метионина (SAM), что приводит к образованию карбокси-S-аденозил-l-метионина (Cx-SAM), сам же префенат при этом ароматизуется в фенилпируват. У грамотрицательных бактерий Cx-SAM участвует в консервативных посттранскрипционных модификациях тРНК. Cx-SAM является донором карбоксиметильной группы при модификации уридина в 5-оксиацетилуридин (5-карбоксиметоксиуридин, cmo5U, V), который присутствует в колебательной позиции антикодоновой петли определённых тРНК.
Кроме этого, из префената у некоторых организмов образуются неароматические вторичные метаболиты.

### Другие известные природные циклогексадиенолы
В природе открыты и другие циклогексадиенолы, аналогичные префенату. Их синтез происходит шикиматным путём (некоторые образуются модификацией самого́ префената), все они легко ароматизуются и выступают предшественниками в биосинтезе различных метаболитов (в основном ароматических, в меньшей мере алициклических). Кроме префената известны следующие природные циклогексадиенолы, а также им подобные циклогексадиенамины:
- l-арогеновая кислота (арогенат, претирозин) — образуется в результате переаминирования префената, непосредственный предшественник фенилаланина и тирозина у многих организмов (в том числе у цианобактерий и высших растений). Фенилаланин является продуктом кислотной ароматизации арогената[10].
- спиро-арогеновая кислота (спиро-арогенат, пиропретирозин, лактамное производное арогената) — найдена в культуре мутантного штамма Neurospora crassa,[10][13][14] однако до этого это соединение уже было синтезировано и спектрально охарактеризовано[15].[13] Образуется из арогената, предположительно ферментативно, причём арогенат in vitro при определённых условиях (7,5 < pH < 12,0, 100 °C) неферментативно превращается в спиро-арогенат, при более высоких значениях pH наблюдается обратное превращение[10]. В умеренно кислой среде спиро-арогенат ароматизуется в фенилаланин, при кипячении в щелочной среде (pH > 12, 100 °C) гидролизуется, превращаясь в арогенат[13].[10]
- d-префенилмолочная кислота (d-префениллактат, восстановленное по карбонилу производное префената) — найдена в культуре мутантного штамма Neurospora crassa. Кислотолабильность выше, чем у префената. Продукт кислотной ароматизации — d-фенилмолочная кислота (d-фениллактат)[14].[10]
- 4-амино-4-дезоксипрефеновая кислота (4-амино-4-дезоксипрефенат) — образуется в результате [3,3]-сигматропной перегруппировки образуемого из хоризмата 4-амино-4-дезоксихоризмата, предшественник непротеиногенной аминокислоты пара-аминофенилаланин (метаболические производные этого соединения — некоторые известные антибиотики, в том числе хлорамфеникол)[16].
- изопрефеновая кислота (изопрефенат) — образуется в результате [3,3]-сигматропной перегруппировки изохоризмата, предшественник некоторых вторичных метаболитов растений и микроорганизмов (непротеиногенные ароматические аминокислоты определённого типа и другие соединения). Под влиянием кислоты изопрефенат ароматизуется в мета-карбоксифенилпируват[17].

Известно также, что 2,5-циклогексадиенольные структуры возникают и в некоторых метаболических процессах, не имеющих прямого отношения к шикиматному пути. Образование таких структурных фрагментов играет важную роль в биосинтезе ряда алкалоидов. Структуру такого типа содержит в своём составе, например, салютаридинол — промежуточное соединение в биосинтезе морфина.

## Открытие, изучение и синтез
Префеновая кислота была впервые описана весной—летом 1953  (публикация — май 1954)  года при изучении стадии ароматизации процесса биосинтеза фенилаланина (была впервые выявлена у мутанта Escherichia coli — выделена из культурального фильтрата специально отобранного штамма, у которого были нарушены поздние этапы биосинтеза фенилаланина). Исследователи, открывшие префенат, опираясь на его химические свойства, ИК спектры и УФ спектры поглощения, верно вывели структуру соединения, но без учёта стереохимии. Дальнейший прогресс в изучении шикиматного пути, открытие  и описание структуры  непосредственного предшественника префената — хоризмата — позволили приписать префеновой кислоте стереохимическую конфигурацию, но всё же эта конфигурация в течение ещё довольно долгого времени не была надёжно подтверждена корректными методами. В 1977, а затем в 1979  годах Сэмюэль Данишефский и сотрудники сообщили о проведённом ими первом успешном полном синтезе префената натрия и об окончательном подтверждении конфигурации префеновой кислоты. В основе синтеза Данишефского лежит реакция Дильса — Альдера. Полученное вещество по спектральным и химическим свойствам было идентичным коммерческим образцам (Sigma Chemicals) префената биогенного происхождения, что являлось подтверждением успешного синтеза.
Хотя предложенный метод химического синтеза префеновой кислоты не способен конкурировать с её биотехнологическим производством, он может быть полезен для синтеза структурных аналогов и производных префеновой кислоты, а также для получения изотопно-меченого префената. Аналогичным методом в 1981 году группой Данишефского была синтезирована арогеновая кислота (а также, как промежуточное соединение этого синтеза, была получена спиро-арогеновая кислота, которая на то время ещё не была известна и лишь позже была выделена  как метаболит). К настоящему времени получены с целью изучения различные структурные аналоги префеновой кислоты, например, бензологи (структурные производные 9,10-дигидроантрацена).

## Производство и форма выпуска
В диацидной форме нестабильна, в кристаллическом виде получают в форме солей. Выпускается в форме бариевой соли (префенат бария). Производят при помощи специальных штаммов Neurospora crassa, Escherichia coli, Bacillus subtilis, Salmonella Typhimurium; возможно как прямое выделение из культуральных фильтратов, так и получение метаболического предшественника (хоризмата) с последующей его химической или ферментативной изомеризацией.

## Применение
Находит применение в исследовательской практике.